# Juanra Bonet
Juan Ramón Bonet Alba (Barcelona, 6 de junio de 1974), más conocido como Juanra Bonet, es un actor, presentador y humorista español.

## Biografía
Nació en Barcelona el 6 de junio de 1974 y creció en el barrio de Horta-Guinardó. Tiene una hermana menor llamada Gemma. Desde que era pequeño es fan de los cómics, los videojuegos, los juegos de rol y el rock progresivo, declarándose fan de grupos como Genesis, Dream Theatre o Supertramp. 
Estudió en el centro La Salle Horta y durante esa época quería ser biólogo hasta que con 12 años acompañó a un amigo a clase de teatro, se quedó y le gustó. Con 18 años decidió ser actor y estudió los siguientes 3 en el Instituto de Teatro de Barcelona. Luego se unió al grupo de teatro La Cubana, en donde conoció a David Fernández, también humorista y uno de sus grandes amigos.
Mientras estudiaba, estuvo trabajando en un restaurante temático llamado Harrison Foc haciendo de uno de los enemigos del "Indiana Jones" y luego en el pasaje del terror del parque Tibidabo en Barcelona.  

## Trayectoria
Comenzó trabajando en la radio, en el programa Els invisibles y El buscaraons de la Cadena SER, donde presentaba una sección diaria. 
Sus primeros proyectos televisivos empezaron en TV3 con la película Primera jugada en 1997, en donde interpretaba a Marcel, un jugador de fútbol. Luego se trasladó a la televisión nacional presentando el programa infantil No me cortes y luego en Con Mucha Marcha haciendo de espía. En 1999 participó en la serie de televisión Me lo dijo Pérez  del grupo de teatro La Cubana. 
Los siguientes años se los pasó trabajando como actor, participando en series catalanas como El cor de la ciutat o Temps de Silenci, aunque también salió en dos episodios de Hospital Central. 
Dejando de lado su parte de actor, participó en los programas Fes-t’ho mirar, fes-t’ho de nit, y Les 1000 i una como reportero "dicharachero". En el 2000, vuelve a dar el salto a la televisión nacional en el programa de Antena 3 El Rayo, donde vuelve a hacer de reportero. 
En 2005, pasó a formar parte del equipo de reporteros de Caiga quien caiga en su regreso a la pequeña pantalla junto al periodista Manel Fuentes y Arturo Valls. En las dos últimas temporadas de Caiga quien caiga, tuvo que compaginar su labor a pie de calle con la presentación del programa. Cuando en 2008 el programa saltó a La Sexta, Juanra se quedó en el proyecto, acompañado en la mesa de Frank Blanco y Toni Garrido. Ambas veces los programas fueron cancelados por bajas audiencias.
Desde 2008 y hasta 2010 participó en la serie Maitena: Estados alterados en el papel de Xavi. También realizó pequeños cameos en 7 vidas, Museo Coconut o Impares. También en 2008 presenta el programa Llegendes Urbanes, tota la veritat en TV3.
Desde febrero de 2009 y hasta marzo de 2010 presentó El intermedio los viernes sustituyendo a El Gran Wyoming. Repitió su sustitución en verano.
El 9 de septiembre de 2010, estrenó en el Teatro Fígaro de Madrid la obra Animales, original del británico Ricky Gervais, adaptado por John Tones y Jeremy Williams, con dirección de José Luis Sixto. En diciembre de 2010 estrenó el cortometraje Buzón de voz, dirigido por Carlos Caro y Óscar Arenas Llopis, con Cristina Pedroche e Isidro Montalvo. 
En 2011, Bonet se pasó al grupo de Televisión Española para presentar el concurso Gafapastas en La 2, programa que mezclaba distintos conceptos culturales. El programa duró de marzo hasta junio y fue cancelado por su coste y sus bajas audiencias, que no llegaban al 1%.
Durante algunos años presentó el programa de humor El mundo today en la Cadena SER y participó en la gira que hicieron por España leyendo sus noticias en directo durante 2016. En 2015 presentó la sección de estas noticias en el programa El Último Mono.
Un año más tarde, en julio de 2012 y hasta diciembre de 2013 trabajó para Cuatro en otro concurso en la calle titulado Lo sabe, no lo sabe, en donde se hacía una pregunta y la persona debía escoger a otra, creyendo si sabría o no la pregunta. A pesar de la fama que cogió en concurso, no fue renovado. De febrero a abril de 2013 es copresentador del programa Lletra Petita.
El 21 de junio de 2012, estrenó paralelamente en la Filmoteca regional Francisco Rabal de Murcia y la sala The Private Space en Barcelona el cortometraje La fábula del dibujante, dirigido por Paloma Zapata y producido por La Fábrica Naranja, con Helena Miquel y Víctor Benjumea. 
En julio de 2014, fue fichado por el grupo Atresmedia, para conducir en Antena 3 el concurso ¡Boom! (2014-2022). En él, un equipo debía cortar los cables de una bomba y si cortaban la respuesta correcta, esta explotaba. Fue uno de los primeros concursos en donde se jugaba por equipos. El programa alcanzó mucha fama, llegando a conseguir audiencias en torno al 18 % y convirtiéndose en uno de los concursos más vistos de los últimos años. En 2019 entregaron el premio más grande de la televisión hasta el momento, que superaba los 6.000.000 de euros. También el equipo "Los Lobos", ganadores del premio, tienen el récord Guinness de más tiempo concursando en un programa de televisión. En 2020, con la llegada de Pasapalabra a la cadena, su horario se adelantó una hora (de 20.00h a 19.00h), afectando a sus audiencias. En 2022, fue cancelado por la llegada del programa Y ahora Sonsoles. Se estuvieron emitiendo los programas restantes los fines de semana pero en 2023 fue cancelado definitivamente aún con 12 programas sin emitir. 
En 2018, presenta junto a Eva González el especial Nochevieja 2018 de Antena 3, papel que vuelve a repetir en 2021. 
Desde 2019, con la llegada de La Voz a Antena 3, es presentador del backstage en La Voz Kids, siendo el encargado de abrir las puertas antes de subir al escenario y de relajar a los niños antes de actuar. En La Voz, apreció en los directos, pero sólo en 2019. 
El 22 de enero de 2020 presentó la nueva versión de ¿Quién quiere ser millonario? en Antena 3 durante cuatro entregas, para conmemorar los 20 años del programa donde fueron los mejores concursantes de España. En 2021 volvió el concurso oficialmente los viernes con invitados famosos. Al año siguiente, el concurso pasó a las noches de los martes con personas anónimas. En 2024 el programa volvió, esta vez en La Sexta y mezclando invitados famosos y anónimos. 
En 2022 se anunció que estaría a cargo de El círculo de los famosos, un programa exitoso internacionalmente en donde famosos especializados en un tema debían ayudar a una persona a ganar, todo esto en un plató giratorio.Se estrenó en febrero de 2023, liderando 7 de las 8 noches que estuvo en emisión, pero al tener audiencias algo escasas, no fue renovado.
En 2024 se anuncia su participación en la undécima temporada del show de imitaciones Tu cara me suena consiguiendo el amor del público, que alababan la mayoría de sus imitaciones. Quedó en el 7.º puesto. Ese mismo año sustituye a Manel Fuentes en Atrapa un millón durante cuatro programas por la baja médica de este y se anuncia un nuevo concurso, Juego de Pelotas.
A finales de octubre de ese año, se da la noticia de que será el conductor de Traitors España en La Sexta, sustituyendo a Sergio Peris-Mencheta, que lo presentó en la versión de HBO. Este será la primera vez que presenta un reality de estrategia. 

## Filmografía

### Programas de televisión
| Año             | Programa                           | Canal               | Notas                                                     |
| --------------- | ---------------------------------- | ------------------- | --------------------------------------------------------- |
| 2005-2008       | Caiga quien caiga                  | Telecinco           | Presentador y reportero                                   |
| 2008            | Llegends Urbanes                   | TV3                 | Presentador                                               |
| 2009-2010       | El intermedio                      | La Sexta            | Presentador sustituto                                     |
| 2011            | Gafapastas                         | La 2                | Presentador                                               |
| 2012-2013       | Lo sabe, no lo sabe                | Cuatro              | Presentador                                               |
| 2013            | Lletra Petita                      | TV3                 | Copresentador                                             |
| 2014            | Ciento y la madre                  | Cuatro              | Invitado (1 programa)                                     |
| 2014            | En la caja                         | Cuatro              | Participante (2 programas)                                |
| 2014-2023       | ¡Boom!                             | Antena 3            | Presentador                                               |
| 2014; 2024      | El hormiguero                      | Antena 3            | Invitado                                                  |
| 2014-2024       | Zapeando                           | La Sexta            | Invitado                                                  |
| 2015            | Tu cara me suena 4                 | Antena 3            | Invitado (Gala 7) como Marc Almond (Soft Cell)            |
| 2015            | El Último Mono                     | La Sexta            | Colaborador                                               |
| 2016            | Tu cara me suena: Elige al primero | Antena 3            | Concursante junto con David Fernández - 4.os clasificados |
| 2017            | Homo Zapping                       | Neox                | Invitado (7 programas)                                    |
| 2018            | Liarla Pardo                       | La Sexta            | Invitado (1 programa)                                     |
| 2018            | A propósito de 2019                | Antena 3            | Presentador junto a Eva González                          |
| 2019-2021       | La Sexta Noche                     | La Sexta            | Invitado (3 programas)                                    |
| 2019            | La Voz                             | Antena 3            | Copresentador del backstage                               |
| 2019-presente   | La Voz Kids                        | Antena 3            | Copresentador del backstage                               |
| 2020-2022; 2024 | ¿Quién quiere ser millonario?      | Antena 3 / La Sexta | Presentador                                               |
| 2020-2024       | Pasapalabra                        | Antena 3            | Invitado (11 programas)                                   |
| 2020            | Improvisando                       | Antena 3            | Invitado (1 programa)                                     |
| 2020            | El cielo puede esperar             | Movistar Plus+      | Invitado (1 programa)                                     |
| 2021            | ¡Feliz 2021!                       | Antena 3            | Presentador junto a Eva González                          |
| 2021            | Family Feud                        | Antena 3            | Invitado (1 programa)                                     |
| 2023            | El círculo de los famosos          | Antena 3            | Presentador                                               |
| 2023            | Password                           | Antena 3            | Invitado (1 programa) junto a Gonzo                       |
| 2024            | Atrapa un millón                   | Antena 3            | Presentador sustituto                                     |
| 2024            | Generación TOP                     | La Sexta            | Concursante (1 programa)                                  |
| 2024            | Y ahora Sonsoles                   | Antena 3            | Invitado                                                  |
| 2024            | Tu cara me suena                   | Antena 3            | Concursante - 7.º clasificado                             |
| 2024            | López y Leal                       | Antena 3            | Invitado (1 programa) junto a Gonzo                       |
| 2025-presente   | Traitors España                    | Antena 3            | Presentador                                               |

### Series de televisión
| Año       | Serie                      | Canal               | Personaje                     | Notas        |
| --------- | -------------------------- | ------------------- | ----------------------------- | ------------ |
| 1999      | Me lo dijo Pérez           | Telecinco           | Varios personajes             | 4 episodios  |
| 2001      | El cor de la ciutat        | TV3                 | Puerto                        | 1 episodio   |
| 2002      | Night Club                 | TV3                 | Varios personajes             | 1 episodio   |
| 2002      | Temps de silenci           | TV3                 | Jaumet                        | 8 episodios  |
| 2003      | Hospital Central           | Telecinco           | Amigo de Máximo / Informático | 2 episodios  |
| 2004      | De moda                    | TV3                 | Recepcionista                 | 1 episodio   |
| 2005      | Jet Lag                    | TV3                 | Trabajador                    | 1 episodio   |
| 2005      | 4 arreplegats              | TV3                 | Simó                          | 8 episodios  |
| 2006      | 7 vidas                    | Telecinco           | Él mismo                      | 1 episodio   |
| 2008-2010 | Maitena: Estados alterados | laSexta             | Xavi                          | 80 episodios |
| 2010      | Museo Coconut              | Neox                | Periodista                    | 1 episodio   |
| 2010      | Impares                    | Antena 3            | Roberto                       | 1 episodio   |
| 2010      | Impares Premium            | Neox                | Roberto                       | 1 episodio   |
| 2014      | Aída                       | Telecinco           | Él mismo                      | 1 episodio   |
| 2014      | El fin de la comedia       | Comedy Central      | Juanra                        | 1 episodio   |
| 2018      | Cuerpo de élite            | Antena 3            | Xavi Montaner                 | 1 episodio   |
| 2018      | Gente hablando             | Flooxer             | Cura                          | 1 episodio   |
| 2021      | Reyes de la noche          | #0                  | Rafa                          | 1 episodio   |
| 2022      | Dos años y un día          | Atresplayer Premium | Él mismo                      | 3 episodios  |

### Cine
| Año  | Título             | Personaje   |
| ---- | ------------------ | ----------- |
| 2013 | Casting            | Juanra      |
| 2014 | Neuroworld         | Fetichista  |
| 2015 | Mirabilis          | Dr. Pascual |
| 2019 | El año de la Plaga | Diego       |

### Obras de teatro
| Año       | Título                 | Papel             | Notas                     |
| --------- | ---------------------- | ----------------- | ------------------------- |
| 2010-2011 | Animales               |                   | Monólogo de Ricky Gervais |
| 2015-2019 | Dos                    | Varios personajes | Junto a David Fernández   |
| 2023      | La cena de los idiotas | Carlos            |                           |

### Otros
| Año       | Título                            | Personaje           | Notas                                        |
| --------- | --------------------------------- | ------------------- | -------------------------------------------- |
| 1999      | Adiós Princesa                    | Pablo               | Cortometraje                                 |
| 2000      | Salón de pasos perdidos           | Voz                 | Cortometraje                                 |
| 2003      | El Uniforme                       |                     | Cortometraje                                 |
| 2010      | Vejado en el tiempo               | Carlos              | Cortometraje                                 |
| 2010      | Buzón de Voz                      | Alberto             | Cortometraje                                 |
| 2011      | Julian                            | Narrador            | Cortometraje                                 |
| 2011      | La muerte es cosa de dos          | Alberto             | Cortometraje                                 |
| 2013      | La fábula del dibujante           | Bruno               | Cortometraje                                 |
| 2013      | #Sequence                         | Enviado del futuro  | Cortometraje                                 |
| 2014      | Runocop                           | Productor de cine   | Sketch de Youtube junto "Haciendo la mierda" |
| 2016      | Dos salaos en modo random: Meador | Meador              | Sketch de Youtube junto "Venga Monjas"       |
| 2016-2018 | El Gran Apagón                    | Eduardo Bravo (voz) | Podcast de ficción (5 episodios)             |

## Premios y nominaciones
- 16º festival de Málaga:[8] mejor actor de reparto (junto a sus compañeros) por Casting
- Zapping Awards 2013: mejor presentador por Lo sabe, no lo sabe (nominado)
- Zapping Awards 2014: mejor presentador por Lo sabe, no lo sabe
- Premios Iris 2019: mejor presentador de programa de entretenimiento por Boom (nominado)
- Antena de Oro 2019:[9] por Boom
- FesTVal 2019: Premio Joan Ramón Mainat a la trayectoria